# Rhetus butes
Rhetus butes är en fjärilsart som beskrevs av Carl Alexander Clerck 1764. Rhetus butes ingår i släktet Rhetus och familjen Riodinidae. Inga underarter finns listade.